# Eugeniusz Mossakowski

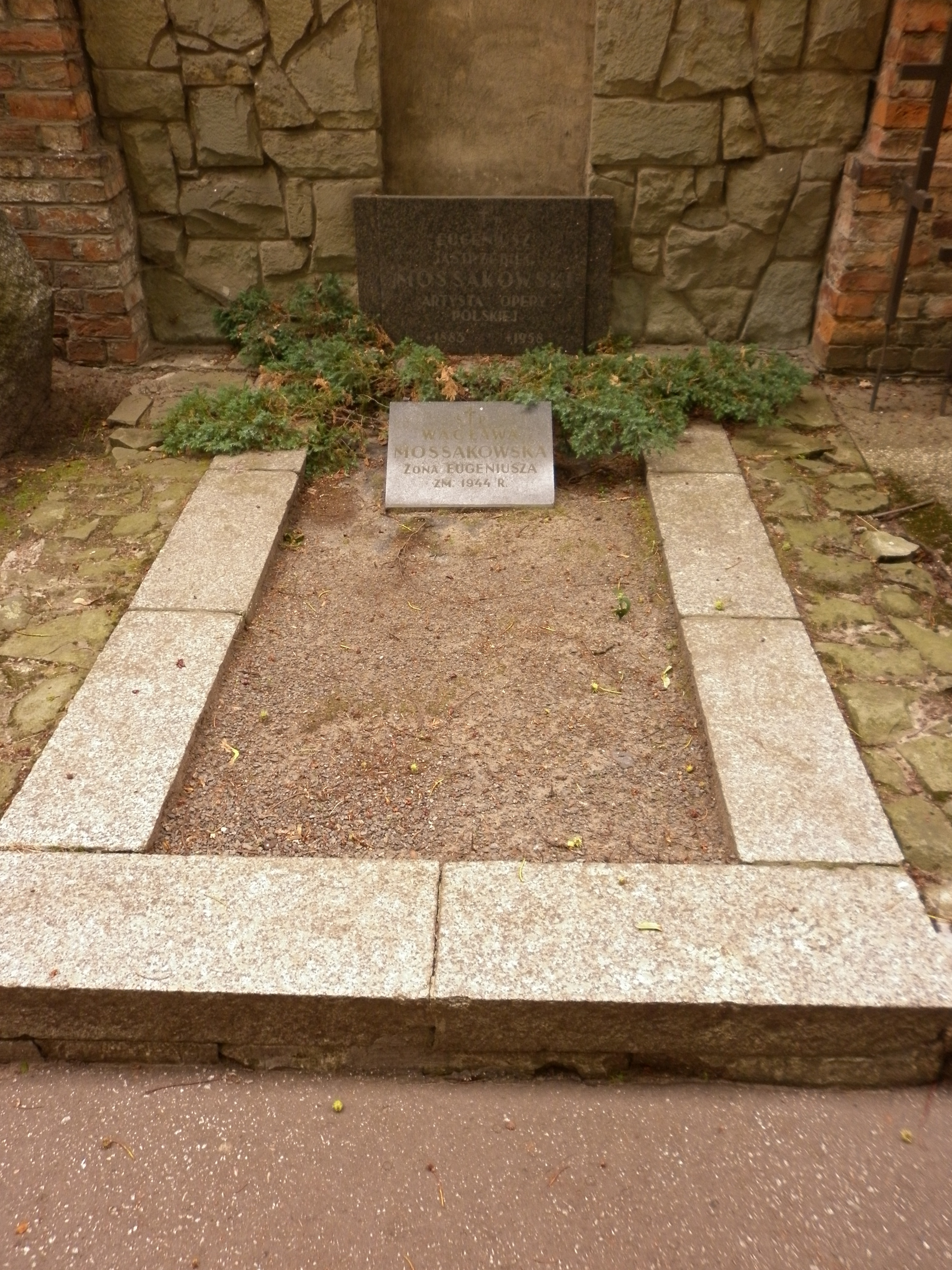
Grób Eugeniusza Mossakowskiego na Starych Powązkach

Eugeniusz Mossakowski (ur. 1 czerwca 1885 w Warszawie, zm. 13 maja 1958 tamże) – polski śpiewak operowy, baryton.
Bardzo późno zaczął myśleć o artystycznej karierze. Mając trzydzieści lat podjął naukę śpiewu pod kierunkiem Wacława Brzezińskiego. Zadebiutował w 1921 w Teatrze Wielkim w Warszawie i odtąd związał się ze stołeczną sceną już na długie lata. Do historii przeszła jego rola w premierze Króla Rogera Karola Szymanowskiego pod dyrekcją artystyczną Emila Młynarskiego. W ostatnim okresie życia poświęcił się już wyłącznie pracy pedagogicznej. Pochowany w alei zasłużonych na cmentarzu Powązkowskim w Warszawie (grób 83/84).